# Leto II Atreides

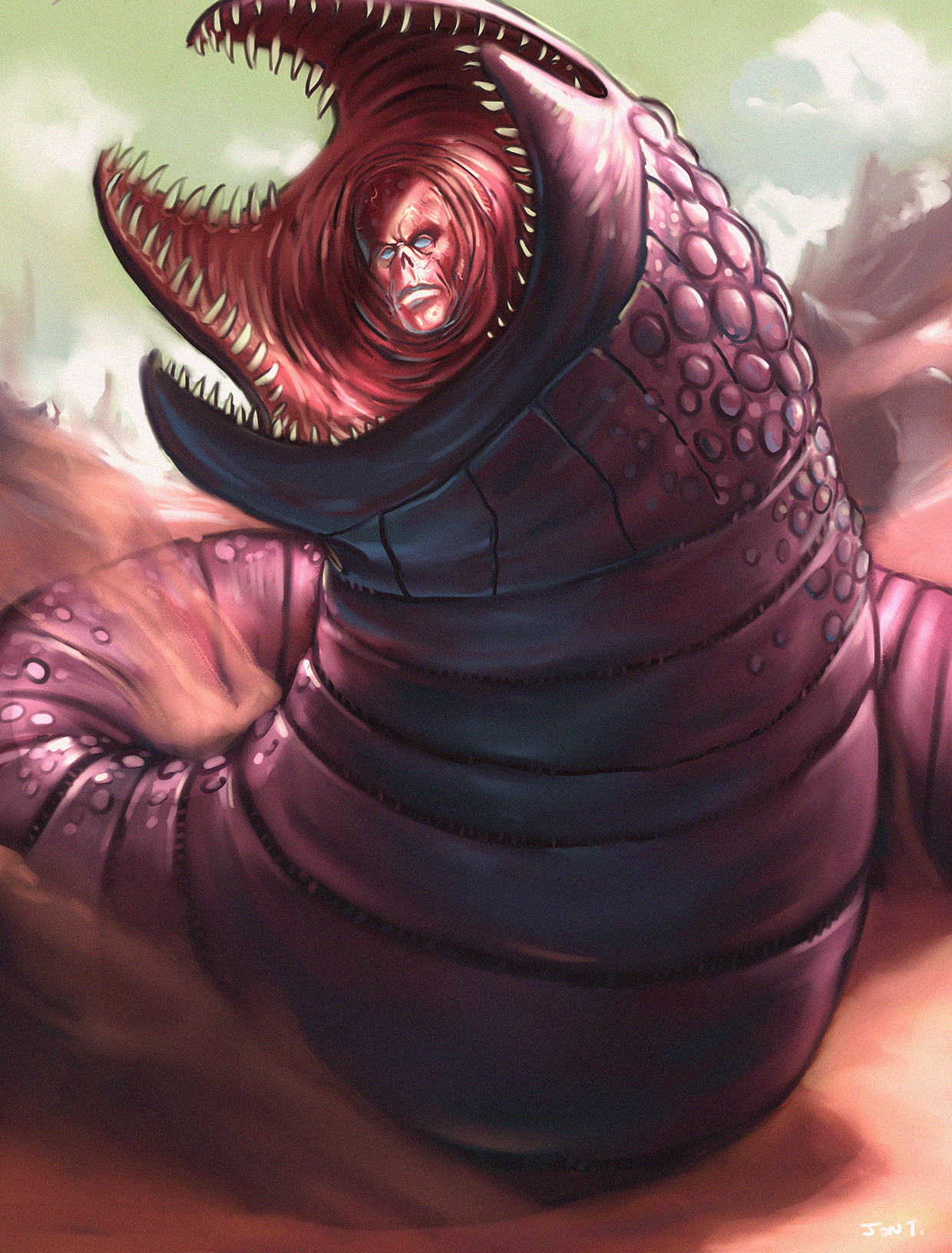
Fanart van Leto II.Atreides.

God-keizer Leto II Atreides is een personage in de romans Kinderen van Duin en God-Keizer op Duin van Frank Herbert. Hij is de tweede zoon van Paul 'Muad'Dib' Atreides en Chani, tweelingbroer van Ghanima en aangewezen erfgenaam van Paul. Zorg voor de toekomst van de mensheid vereist dat hij hen langs het Gouden Pad leidt dat in zijn visioenen wordt getoond. Dit pad vereist een enorm persoonlijk offer. Het kan alleen slagen in “een huid die niet van mij is”. Deze huid is ontstaan door een metamorfose met de zandforel, waardoor hij een hybride wezen is, half mens, half zandworm. In deze vorm oefent hij een tirannieke heerschappij uit die 3500 jaar duurt. Hij heropvoedt de mensheid. Zijn dood en de jaren van honger die volgden leidden tot de diaspora en de redding van de mensheid.

## In bewerkingen
In de miniserie Children of Dune uit 2003 werd het personage gespeeld door James McAvoy.